# Republik
 Der er for få eller ingen kildehenvisninger i denne artikel, hvilket er et problem. Du kan hjælpe ved at angive troværdige kilder til de påstande, som fremføres i artiklen.

Republik (af latin: res pública = offentligt ting) er betegnelse for den styreform, der har en valgt præsident som statsoverhoved.

## Fremgangsmåder ved valg af præsident
Præsidenten kan enten være direkte folkevalgt, valgt af dertil udpegede repræsentanter fra de forskellige dele af riget eller valgt af parlamentet. I nogle lande folkevælges præsidenten i to omgange: hvis en enkelt kandidat ikke får over 50% af stemmerne i første valgomgang, gennemføres en anden runde mellem de to kandidater, der fik de højeste andele af stemmerne i første runde.

## Præsidenters beføjelser
Præsidenten i en republik er den udøvende magts chef og statens repræsentant. Præsidenten har den øverste ledelse over krigsmagten, initiativ, benådningsret og magt til at udnævne folk til offentlige embeder. Præsidentens stilling modsvarer således suverænens i et monarki, men præsidenten savner i modsætning til en sådan absolut veto mod repræsentationens beslutninger, indehaver sin plads kun for en begrænset årrække (men kan ofte genvælges) og er over for repræsentationen ansvarlig for sine gerninger.

## Folkerepublikker
Republikken opfattes normalt som en demokratisk statsform, idet præsidenten enten er udnævnt ved direkte folkelige valg eller ved repræsentanter for folket, men der findes mange diktatur- eller et-parti-stater, der kalder sig republik eller folkerepublik. I diktatur-styrede republikker er det ofte en mindre magtgruppe (fx militæret), som står bag udnævnelsen af præsidenten. I et-parti-stater har man enedes om kandidaten på forhånd således, at partiets repræsentanter enstemmigt "vælger" præsidenten.

## Historiske republikker

### Den romerske republik
Republik var den almindelige betegnelse for den romerske stat efter kongedømmet. I den romerske republik havde folkeforsamlingen efter indviklede regler den formelle lovgivningsmagt. Men den egentlige magt tilhørte en embedsoverklasse, som konsulerne og de øvrige embedsmænd valgtes fra. Efter deres embedsperiode blev de statholdere rundt om i det romerske rige og indgik i senatet. For at forhindre embedsmændene i at tilrane sig kongemagt havde de embedsperioder på ét år.
Selv om den reelle magt efter Julius Cæsar var gået over til kejseren med Augustus som den første, blev den gamle republikanske struktur officielt bibeholdt.